# Karin Schaupp
Karin Schaupp (Hofheim am Taunus, 1972) è una chitarrista tedesca naturalizzata australiana.

## Biografia
Nata in Germania e trasferitasi con la famiglia in Australia all'età di otto anni, Karin Schaupp ha pubblicato il suo album di debutto solista Soliloquy nel 1998, il quale è stato accolto molto positivamente dalla critica specializzata. Sono seguiti numerosi dischi, tra cui due album e un EP realizzati con Katie Noonan, ed è riuscita a vincere due APRA Music Awards e un ARIA Music Award nel 2017, accumulando altre quattro candidature in quest'ultima premiazione dal 1998.

## Discografia

### Album in studio
- 1997 – Soliloquy
- 1998 – Leyenda
- 2000 – Evocation
- 2004 – Dreams
- 2006 – Songs Without Words (con Genevieve Lacey)
- 2007 – Lotte's Gift
- 2009 – Spain: The Great Guitar Concertos
- 2010 – Cradle Songs
- 2011 – Fandango (con Flinders Quartet)
- 2012 – Songs of the Southern Skies (con Katie Noonan)
- 2014 – Mosaic: Australian Guitar Concertos
- 2017 – Songs of the Latin Skies (con Katie Noonan)
- 2018 – Wayfaring (con Umberto Clerici)

### EP
- 2011 – Songs from the British Isles (con Katie Noonan)